# Steinfeld, Rostock
Steinfeld là một đô thị thuộc huyện Rostock (trước thuộc huyện huyện Bad Doberan), bang Mecklenburg-Vorpommern, Đức. Đô thị này có diện tích 13,5 kilômét vuông, dân số thời điểm ngày 31 tháng 12 năm 2006 là 600 người.